# Бабина Греда
Бабина Греда је једино насеље истоимене општине у Вуковарско-сремској жупанији, Република Хрватска. Према прелиминарним резултатима пописа из 2021. живело је 2.784 становника.

## Географија
Налази се у близини границе са БиХ. Према свом географском положају и дневномиграцијским обележјима општина Бабина Греда припада жупањској Посавини. Лежи на потоку Брегави, 12 км северозападно од Жупање. Раскрсница је путева према Винковцима, Жупањи, Броду и Врпољу.
Бабина Греда је најнапредније и највеће насеље тог дела Посавине. Становништво се бави узгојем стоке и пољопривредом. У Насељу постоји млекара, парни млин и пилана са електричном централом.

## Историја
Бабина Греда се помиње први пут 1596. године (Бабагеранда) као селиште које је припадало каштелу Косторману на поседу кнезова Горјанских. После повлачења Турака крајем XVII века, почиње ново насељавање Бабине Греде. Било је у месту 1782. године 185 кућа. Пописано је 1900. године 3897 католика и 59 православних житеља у Бабиној Греди.
Године 1940. село је било познато у држави по бициклима. Тада је 600 домова имало рекордних 300 бицикала.
У току Другог светског рата, село је дало неколико стотина бораца у НОВ.

## Општина
Начелник Бабине Греде је Јосип Крнић.

## Спорт
- ФК „Шокадија"

## Становништво
На попису становништва 2011. године, општина, односно насељено место Бабина Греда је имала 3.572 становника.

#### Број становника по пописима
Кретање броја становника по пописима 1857—2001.
| година пописа  | 1857. | 1869. | 1880. | 1890. | 1900. | 1910. | 1921. | 1931. | 1948. | 1953. | 1961. | 1971. | 1981. | 1991. | 2001. |
| бр. становника | 3.943 | 4.221 | 4.009 | 4.016 | 3.918 | 3.973 | 3.575 | 3.641 | 4.061 | 4.611 | 4.872 | 4.620 | 4.159 | 4.205 | 4.262 |

## Демографија Бабине Греде
По попису становништва из 2001. године, општина Бабина Греда имала је 4.262 становника распоређених само у једном насељу — Бабиној Греди, а који су живели у 1.012 породичних домаћинства.

## Попис 1991.
На попису становништва 1991. године, насељено место Бабина Греда је имало 4.205 становника, следећег националног састава:
| Попис 1991.‍   | Попис 1991.‍  | Попис 1991.‍ | Попис 1991.‍ | Попис 1991.‍ |
| ------------- | ------------ | ----------- | ----------- | ----------- |
|               |              |             |             |             |
| Хрвати        | Хрвати       |             | 4.045       | 96,19%      |
| Југословени   | Југословени  |             | 29          | 0,68%       |
| Срби          | Срби         |             | 12          | 0,28%       |
| Словенци      | Словенци     |             | 5           | 0,11%       |
| Муслимани     | Муслимани    |             | 4           | 0,09%       |
| Албанци       | Албанци      |             | 3           | 0,07%       |
| Мађари        | Мађари       |             | 3           | 0,07%       |
| Македонци     | Македонци    |             | 1           | 0,02%       |
| Црногорци     | Црногорци    |             | 1           | 0,02%       |
| Чеси          | Чеси         |             | 1           | 0,02%       |
| неопредељени  | неопредељени |             | 30          | 0,71%       |
| регион. опр.  | регион. опр. |             | 5           | 0,11%       |
| непознато     | непознато    |             | 66          | 1,56%       |
| укупно: 4.205 |              |             |             |             |

## Познате особе
- Мијат Стојановић — учитељ и просветитељ
- Ана Верић — сликарка